# 塞克霍姆·米拉拜·沙努
塞克霍姆·米拉拜·沙努（英語：Saikhom Mirabai Chanu，1994年8月8日—），印度舉重運動員，她代表印度隊參加了日本舉行的2020年夏季奧林匹克運動會，並且在女子49公斤級比賽上獲得銀牌。